# Circopetes
Circopetes là một chi bướm đêm thuộc họ Geometridae.

## Các loài
- Circopetes obtusata (Walker, 1860)